# Arteră suprarenală superioară
Artera suprarenală superioară (stângă și dreaptă) este o ramură a arterei frenice inferioare de pe acea parte a corpului. Arterele frenice stângă și dreaptă alimentează diafragma și se desprind din aortă.